# Fano
Fano [ˈfaːno] là một thị trấn và comune của tỉnh Pesaro và Urbino thuộc vùng Marche, Ý. Đây là khu nghỉ mát ven biển cách 12 kilômét (7 dặm) về phía đông nam của Pesaro, và nằm trên khu vực Via Flaminia hướng ra biển Adriatic.